# Amyema haenkeana
Amyema haenkeana là một loài thực vật có hoa trong họ Loranthaceae. Loài này được (C.Presl ex Schult.f.) Danser mô tả khoa học đầu tiên năm 1929.